# Montfort-le-Gesnois
Montfort-le-Gesnois és un municipi francès situat al departament del Sarthe i a la regió de País del Loira. L'any 2007 tenia 3.074 habitants.

## Demografia

### Població
El 2007 la població de fet de Montfort-le-Gesnois era de 3.074 persones. Hi havia 1.176 famílies de les quals 284 eren unipersonals (140 homes vivint sols i 144 dones vivint soles), 396 parelles sense fills, 432 parelles amb fills i 64 famílies monoparentals amb fills.
La població ha evolucionat segons el següent gràfic:
Habitants censats

### Habitatges
El 2007 hi havia 1.320 habitatges, 1.192 eren l'habitatge principal de la família, 40 eren segones residències i 88 estaven desocupats. 1.221 eren cases i 86 eren apartaments. Dels 1.192 habitatges principals, 881 estaven ocupats pels seus propietaris, 305 estaven llogats i ocupats pels llogaters i 6 estaven cedits a títol gratuït; 10 tenien una cambra, 69 en tenien dues, 194 en tenien tres, 336 en tenien quatre i 583 en tenien cinc o més. 886 habitatges disposaven pel capbaix d'una plaça de pàrquing. A 462 habitatges hi havia un automòbil i a 617 n'hi havia dos o més.

### Piràmide de població
La piràmide de població per edats i sexe el 2009 era:
| Homes | Edats   | Dones |
| ----- | ------- | ----- |
| 0     | 95 o +  | 4     |
| 8     | 90 a 94 | 40    |
| 12    | 85 a 89 | 44    |
| 28    | 80 a 84 | 36    |
| 40    | 75 a 79 | 44    |
| 44    | 70 a 74 | 48    |
| 76    | 65 a 69 | 68    |
| 60    | 60 a 64 | 52    |
| 64    | 55 a 59 | 52    |
| 104   | 50 a 54 | 88    |
| 68    | 45 a 49 | 108   |
| 140   | 40 a 44 | 96    |
| 120   | 35 a 39 | 140   |
| 108   | 30 a 34 | 88    |
| 72    | 25 a 29 | 80    |
| 76    | 20 a 24 | 76    |
| 112   | 15 a 19 | 56    |
| 108   | 10 a 14 | 160   |
| 72    | 5 a 9   | 116   |
| 104   | 0 a 4   | 68    |

## Economia
El 2007 la població en edat de treballar era de 1.946 persones, 1.471 eren actives i 475 eren inactives. De les 1.471 persones actives 1.385 estaven ocupades (748 homes i 637 dones) i 86 estaven aturades (32 homes i 54 dones). De les 475 persones inactives 187 estaven jubilades, 166 estaven estudiant i 122 estaven classificades com a «altres inactius».

### Ingressos
El 2009 a Montfort-le-Gesnois hi havia 1.207 unitats fiscals que integraven 2.995 persones, la mediana anual d'ingressos fiscals per persona era de 17.723 €.

### Activitats econòmiques
Dels 122 establiments que hi havia el 2007, 2 eren d'empreses extractives, 4 d'empreses alimentàries, 1 d'una empresa de fabricació de material elèctric, 5 d'empreses de fabricació d'altres productes industrials, 25 d'empreses de construcció, 21 d'empreses de comerç i reparació d'automòbils, 6 d'empreses de transport, 8 d'empreses d'hostatgeria i restauració, 1 d'una empresa d'informació i comunicació, 11 d'empreses financeres, 7 d'empreses immobiliàries, 11 d'empreses de serveis, 13 d'entitats de l'administració pública i 7 d'empreses classificades com a «altres activitats de serveis».
Dels 44 establiments de servei als particulars que hi havia el 2009, 1 era una oficina de correu, 5 oficines bancàries, 5 tallers de reparació d'automòbils i de material agrícola, 1 autoescola, 3 paletes, 9 guixaires pintors, 4 fusteries, 5 lampisteries, 1 electricista, 3 perruqueries, 3 restaurants, 3 agències immobiliàries i 1 saló de bellesa.
Dels 10 establiments comercials que hi havia el 2009, 1 era un supermercat, 1 una gran superfície de material de bricolatge, 3 fleques, 1 una carnisseria, 2 llibreries, 1 una botiga de mobles i 1 una floristeria.
L'any 2000 a Montfort-le-Gesnois hi havia 16 explotacions agrícoles que ocupaven un total de 540 hectàrees.

## Equipaments sanitaris i escolars
El 2009 hi havia 1 farmàcia i 1 ambulància.
El 2009 hi havia 1 escola maternal i 2 escoles elementals.

## Poblacions més properes
El següent diagrama mostra les poblacions més properes.